# 宝成桥
宝成桥又叫葉家宅路橋、谈家渡桥、叶家宅桥，是中國上海市普陀區蘇州河上的一座人行桥，北接光复西路，南接叶家宅路。桥长45米，宽5.1米。由於橋位於宝成弄（今叶家宅路）以及宝成纱厂附近，所以得名寶成橋、叶家宅桥或葉家宅路橋。而橋又位於谈家渡相近，所以得名谈家渡桥或谈家渡木桥。
宝成桥建于1931年，由崇信纱厂杨杏堤等人出錢建造，原本是一座五孔木桥。淞滬會戰時被毀。两年后修复，當時橋命名為崇东桥，橋名來自崇信纱厂和东华纱厂第一個字。1971年橋重建，新建的橋為钢筋混凝土桥梁，不過依舊為行人橋，但是自行车可以上下推行。橋的正式名稱取葉家宅路橋。
2009年,为迎接上海世博会，桥身塗了宫廷黄色，桥的两头增设了四根帶有欧洲宫廷式花纹的灯柱。2020年，宝成桥的桥身装饰及灯柱被拆除，原有的栏杆、台阶表面被改成了浅绿色喷漆的铁栏杆和灰色花岗岩的台阶表面。